# Steenkoolmijn van Eisden
De Steenkoolmijn van Eisden in België, gelegen in het Limburgse Maasland, was een van de zeven mijnen van het Kempens Bekken. Deze mijnzetel was gevestigd in Eisden, sinds 1971 een deelgemeente van de Belgische gemeente Maasmechelen.

## Ontwikkeling van de mijn

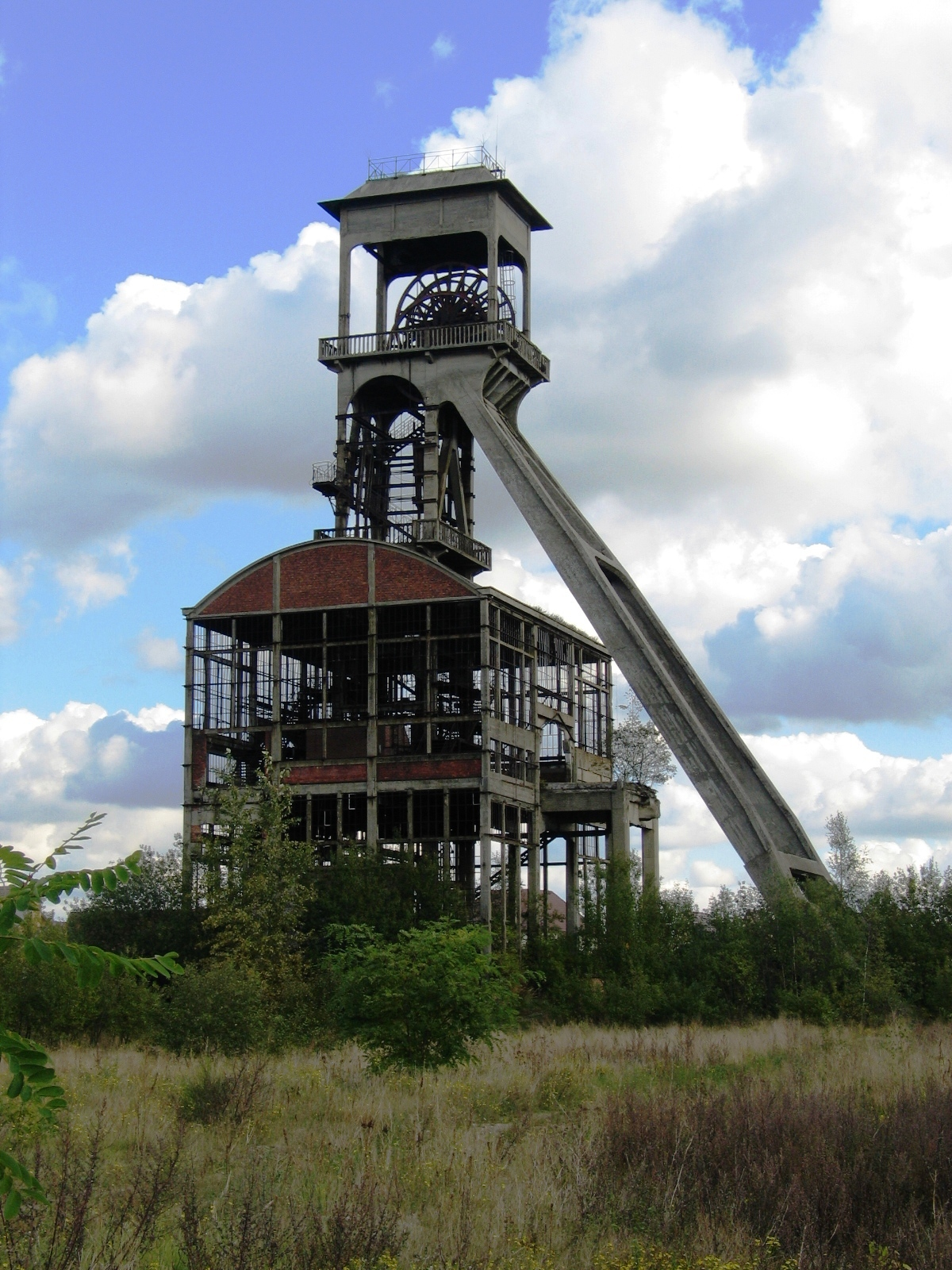
Schachtbok boven een mijnschacht te Eisden

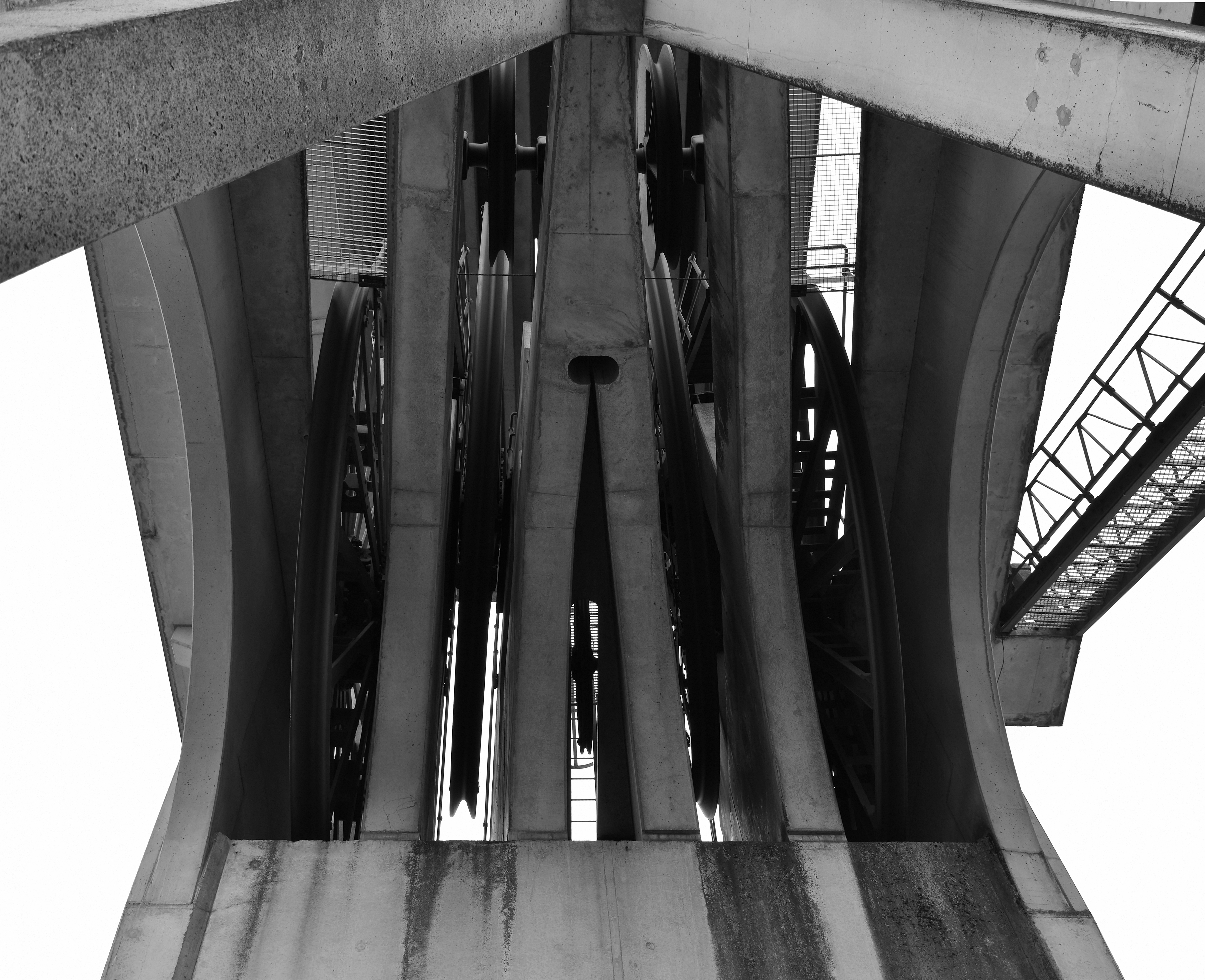
Detail van de schachtbok

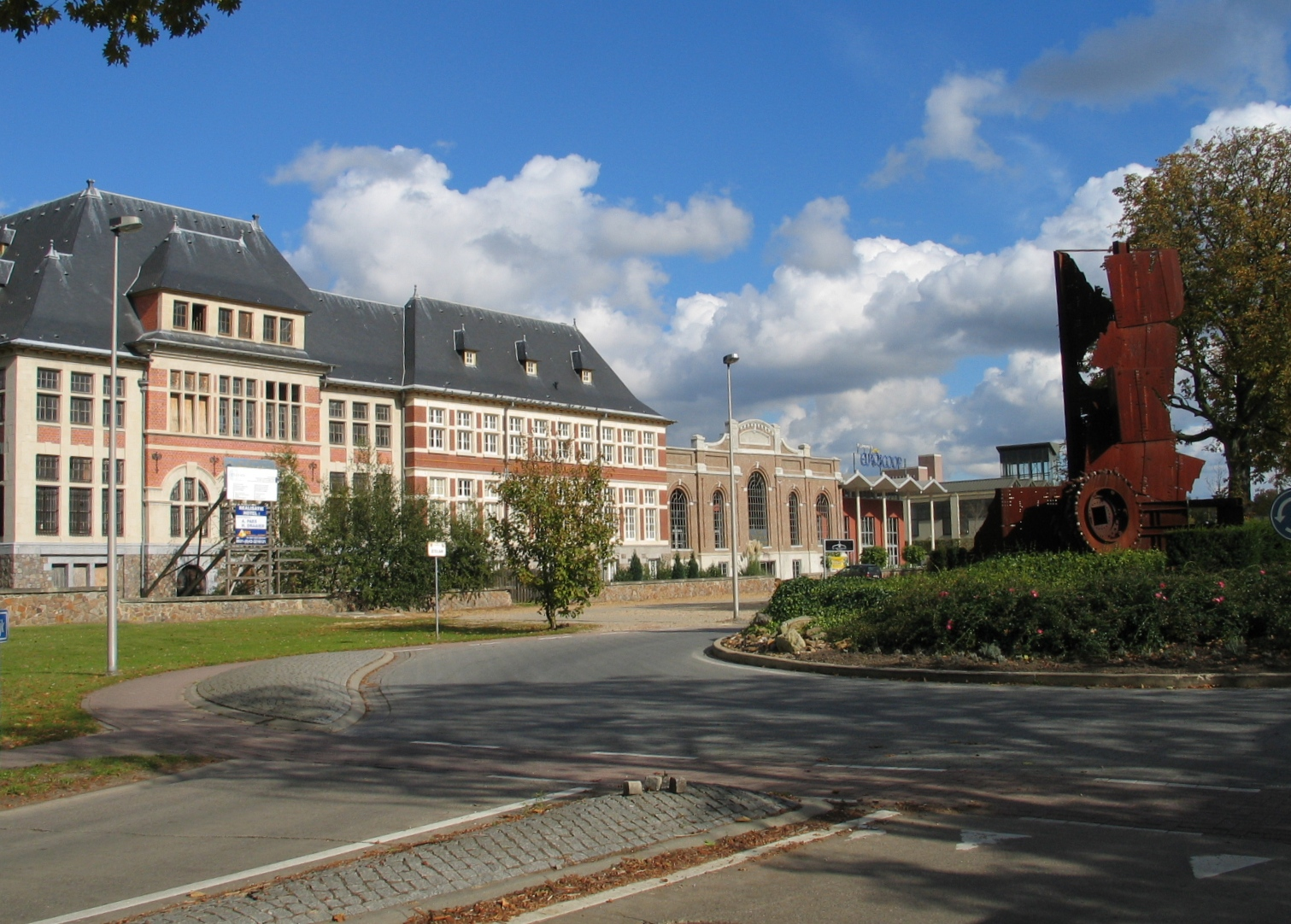
Gerestaureerde mijngebouwen

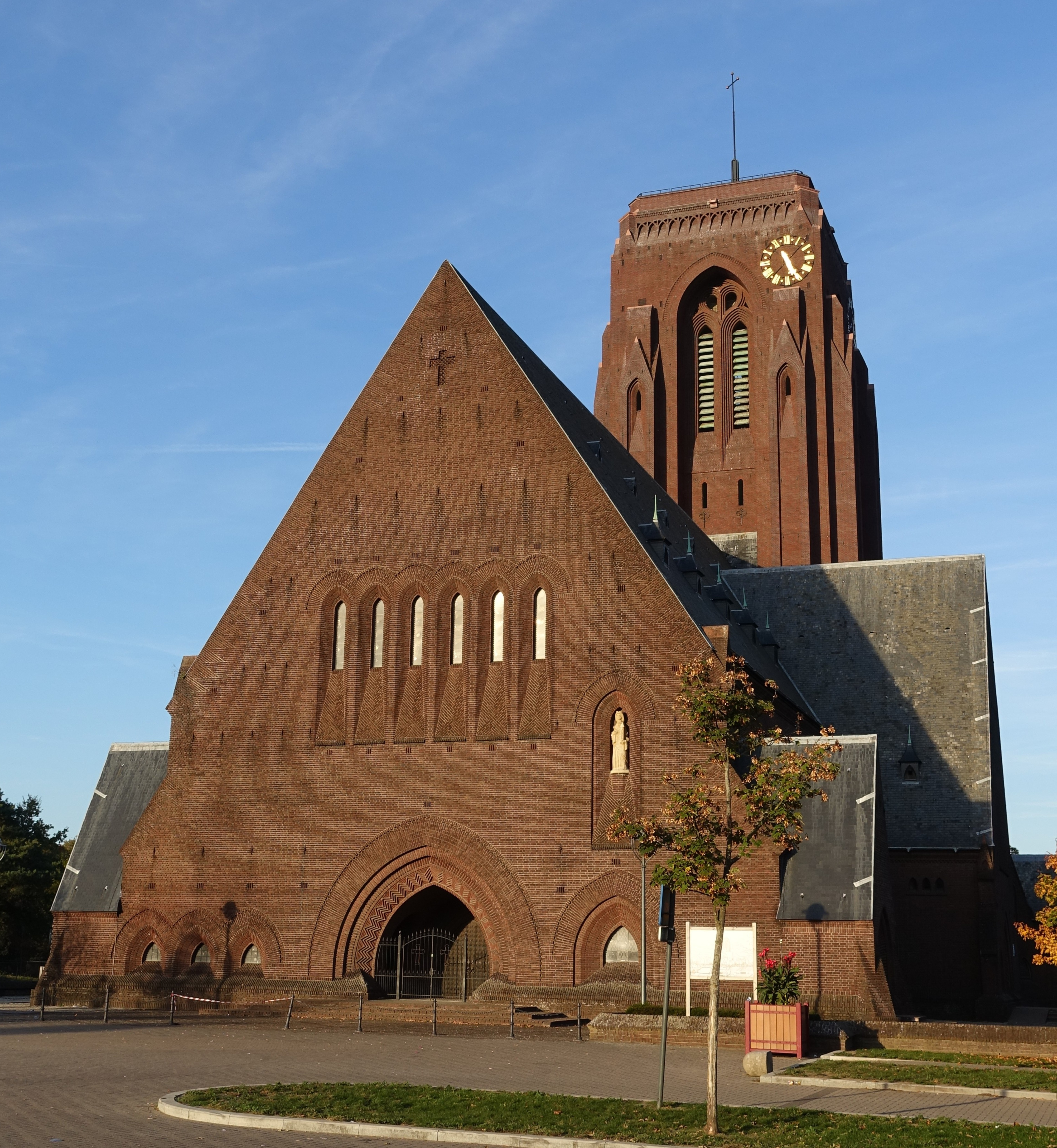
De Sint-Barbarakerk, mijnkathedraal

Vlak voor de Eerste Wereldoorlog verscheen er op de 'gemene gronden' van het 300 inwoners tellende dorpje Eisden, aan de overkant van de Zuid-Willemsvaart, in het heide-, duin- en bosgebied de steenkoolmijn van Eisden van de 1907 opgerichte Société Anonyme des Charbonnages Limbourg-Meuse, die vanaf 1922 steenkool begon te produceren. De concessie Sainte-Barbe – 2170 hectare – was op 29 november 1906 verleend en werd op 20 mei 1919 samengevoegd met de concessie Guillaume Lambert van 2740 hectare, later uitgebreid tot 5408 hectare. De steenkoolmijn van Eisden behoorde tot invloedrijke groepen, waaronder de holding Brufina van beheerder Paul Auguste Cyrille de Launoit en vanaf 1930 de groep Evence Coppée, geleid door de Waalse industrieel Évence-Dieudonné Coppée III, die ook mijnen exploiteerde in Wallonië en Noord-Frankrijk.
De mijn moest vanaf het begin alle zeilen bijzetten om in dit relatief dunbevolkte grensgebied – vooral – ongeschoolde mijnwerkers aan te trekken. Zo kwam er een spoorlijn voor personen en goederen (Spoorlijn 21B) naar As en Genk, die een vaste treinverbinding mogelijk maakte naar Hasselt, Diest, Aarschot, Leuven en Brussel voor de aanvoer van materiaal, het transport van steenkool en vervoer van het grote aantal 'treinmannen' dat dagelijks van huis naar werk pendelde. De tramlijn Maastricht - Maaseik (buurtspoorweglijn 485) maakte een bocht langs de tuinwijk en de mijn, en had een goederenaansluiting tot op het mijnterrein. De mijn van Eisden was ook het eerste bedrijf dat met eigen – houten – busjes bijna elke Limburgs dorp aandeed om er werknemers op te halen en thuis te brengen. De mijn had het hoogste aantal buitenlandse werknemers in dienst van de zeven mijnen van het bekken.

## De mijn
De ondergrondse verdiepingen lagen op 600, 700, en 780 m met een kleine verdieping op 900 m die bereikbaar was via hellende galerijen. Deze liepen naar alle richtingen en tot vlak bij de bedding van de Maas.
De tweede schachtbok (zie afbeelding bovenaan) is een reconstructie uit 1998 van het in 1997 gesloopt exemplaar uit 1926. 
In 1955 bereikte men de maximale tewerkstelling met 7340 mijnwerkers. De totale productie bedroeg 73.191.000 ton. 1957 was het topjaar met een productie van 1.883.420 ton.
In de jaren dat de mijn in productie is geweest zijn er 282 mijnwerkers verongelukt. Daarnaast overleden talloze anderen als gevolg van onder meer silicose, een aandoening die pas in 1963 als beroepsziekte werd erkend.

## De tuinwijken
Het meesterwerk werd echter de moderne en groene tuinwijk met huurwoningen voor de mijnwerkers en hun families. De mijnmaatschappij inspireerde zich daarvoor op de Garden City ('Tuinstad'), een stedenbouwkundig concept dat in het 19de-eeuwse industriële Engeland was ontwikkeld met de tuinsteden Port Sunlight en Letchworth: twee rechte, brede lanen kruisen elkaar op een centrale plaats, waar in Engeland de City Hall werd gebouwd. In Eisden-Tuinwijk verrees op die plaats de prestigieuze Sint-Barbarakerk, ook wel mijnkathedraal genoemd. De zijwegen tussen de brede lanen zijn onregelmatig verlopende, gebogen wegen met verschillende breedten, afgezoomd met hagen en laanbomen, die soms achter de hagen, in de tuinen van de aanpalende woningen gepland zijn. Door hagen, bomen en gebogen straten ontstaat een ruimtelijk effect waardoor bezoekers het idee krijgen dat de 'groene' straten in de tuinwijk erg op elkaar lijken en dat de wijk uitgestrekter is dan in werkelijkheid.
In Eisden verlieten de ontwerpers de idee om de tuinwijk sterk hiërarchisch te scheiden in aparte straten voor de directeur, de ingenieurs, de bedienden, opzichters en arbeiders. De groene aanblik, de grootte van de percelen en het door elkaar bouwen van diverse types woningen maakten deze tuinwijk wellicht tot de mooiste in Limburg. De allereerste bewoners betrokken in 1911 de eerste voltooide woningen van de tuinwijk.
Koningin Elisabeth bracht in 1922 een bezoek aan de mijn van Eisden. Vanaf toen kreeg een van de hoofdwegen in de tuinwijk de naam Koninginnelaan, met daarbij een Koninginnepark waarin een levensgroot standbeeld van Elisabeth. Er ontstond naast de tuinwijk ook een winkelstraat 'de Pauwengraaf' en een uitgaansbuurt aan de 'Oude Baan' en 'de Kruindersweg', waar naast restaurants, cafés en bordelen in de topjaren ook drie filmzalen en twee ijsfabrieken gevestigd waren. In Leut kocht de mijn het kasteel Vilain XIIII, dat vanaf dan als ziekenhuis fungeerde.
Tussen 1946-1949 kwam er een tuinwijk in Vucht en een paar jaar later nog een in Mechelen-aan-de-Maas, waardoor er een uitgestrekt woongebied groeide tussen de oude dorpskernen. Voor de allochtonen volgden een Poolse en Sloveense zaal, een Turkse en twee Marokkaanse moskees, een Grieks kerkje en een Italiaans centrum.

## Andere faciliteiten bij de mijn
Tussen 1923 en 1936 werden jongens- en meisjesscholen gebouwd, de casinofeestzaal, een huishoudschool en een klooster. Er werd in het begin enkel in het Frans lesgegeven. De taalwetgeving uit de jaren 30, die bepaalde dat er enkel in de taal van de streek mocht les gegeven worden, had niet veel invloed op het Franstalige onderwijs in de tuinwijk: terwijl Duitstalige, Poolse en Sloveense schooltjes meteen moesten sluiten bleef er tot in de jaren 50 van vorige eeuw een Franstalige lagere school bestaan naast de ondertussen grotere Nederlandstalige school.
In 1936 werd in Eisden-Tuinwijk de mijnkathedraal gewijd aan Sint-Barbara, patrones van de mijnwerkers, plechtig in gebruik genomen. Het was een prestigeproject van de mijnmaatschappij, die kosten noch moeite spaarde om met deze kerk de 'kathedralen' in andere mijnen de loef af te steken.
De cité, zoals de tuinwijk ook genoemd wordt, werd de bakermat van een multiculturele samenleving met mensen uit Centraal- en Oost-Europa, en vanaf de Tweede Wereldoorlog ook migranten afkomstig uit het Middellandse Zeegebied, die er samenleefden. Veel autochtonen waren niet erg happig om er te werken; Eisden en omgeving is vrij bekend om zijn Griekse, Italiaanse en Turkse winkels, restaurants en eetgelegenheden.

## Sluiting van de mijn
Tot kort na de sluiting van de mijn in 1987 werden er in de mijn ondergrondse rondleidingen gegeven. Bezoekers werden ondergronds vervoerd met de smalspoortrein en konden daarna kilometers lang door galerijen en pijlers lopen en kruipen. Na de sluiting werden de mijnschachten gedempt en is het ondergrondse gangenstelsel volgelopen met grondwater en ingezakt. De mijn zelf is nu niet meer toegankelijk. 'Eisden' werd op 18 december 1987 gesloten na jarenlang protest.

## Mijnsite in de 21e eeuw
Stilaan wordt het industriële verleden afgesloten en neemt toerisme het voortouw. Enkele vervallen mijngebouwen werden gered van de sloophamer, zijn gerestaureerd en krijgen of hebben reeds een nieuwe bestemming.
In een van de dubbele woningen in de cité is sinds 1995 het Museum van de Mijnwerkerswoning gevestigd.
Tegenwoordig ligt in Eisden een belangrijk commercieel centrum. Op een deel van het vroegere mijnterrein, omgedoopt tot Leisure Valley, is in 2001 het outlet-center Maasmechelen Village verrezen.
Op het mijnterrein van Eisden is sinds medio 2013 onder de naam Connecterra de prestigieuze Hoofdpoort naar het Nationaal Park Hoge Kempen geopend. In de gereconstrueerde schachtbok brengt men in 2025 het nieuwe ontvangstgebouw van het Nationaal Park onder.
Sinds 2018 draagt het gebied dat eigendom is van de Limburgse Reconversiemaatschappij (L.R.M.), een terrein van 356 hectare aan de rand van het Nationaal Park, de merknaam Terhills: het Visitor Center naar het Nationaal Park, het resort beheerd door Center Parcs, het viersterrenhotel met conferentie-zalen, het wellness center Elaisa en het Cableparc voor watersporters. Onder de westelijke schachtbok, kort na de mijnsluiting gesloopt en snel daarna opnieuw opgebouwd, komt het nieuwe bezoekerscentrum voor het Nationaal Park. De oostelijke werd gerestaureerd en wordt de blikvanger van het  evenemententerrein bedoeld voor grote bedrijfsfeesten, teambuildings en culturele manifestaties, een groen openluchtplein waar tot 3600 mensen terecht kunnen.

## Galerij

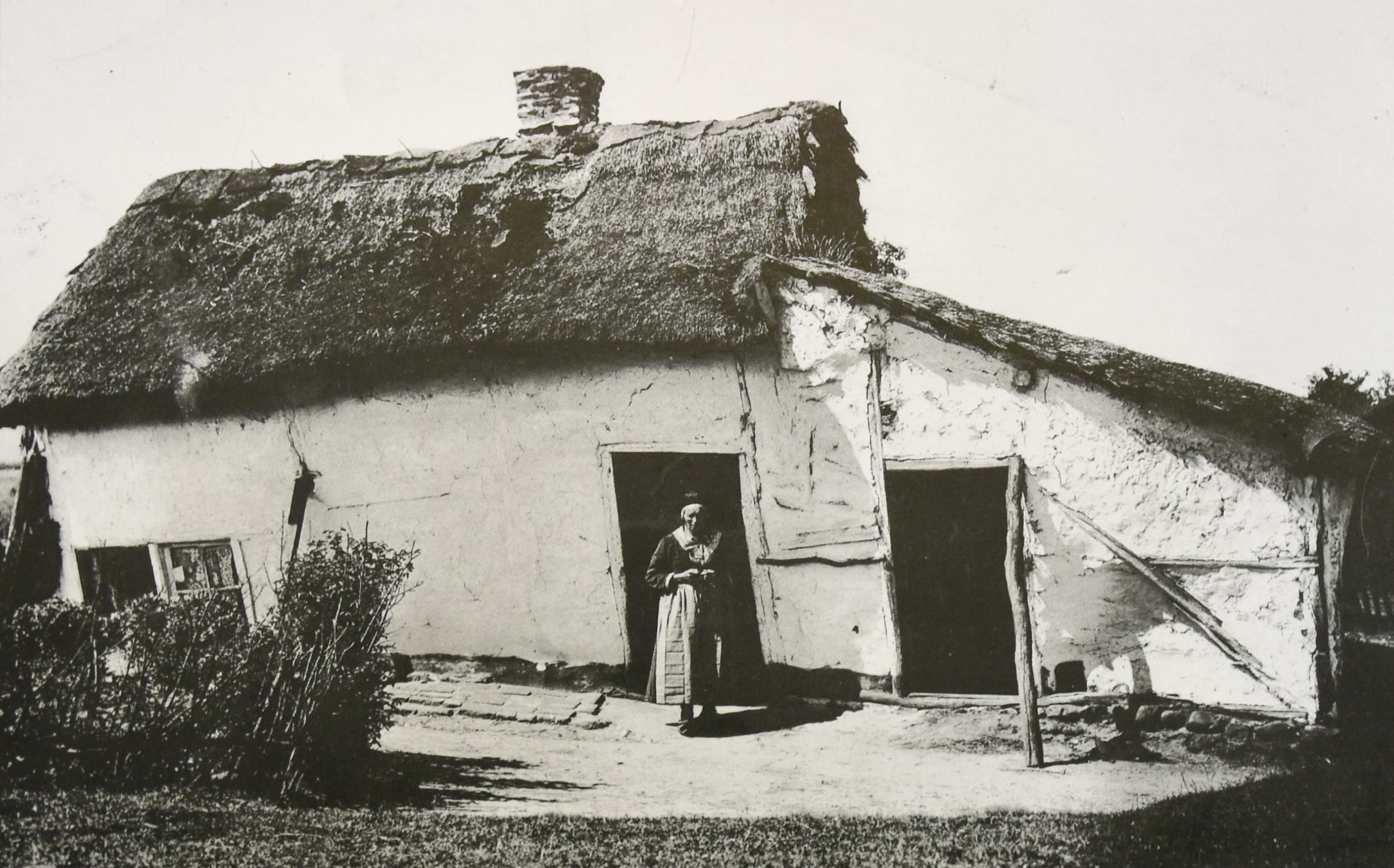
Mie Merken bij haar verdwenen kelderhut op de heide te Eisden in 1903 - locatie Mie Merkenstraat Eisden
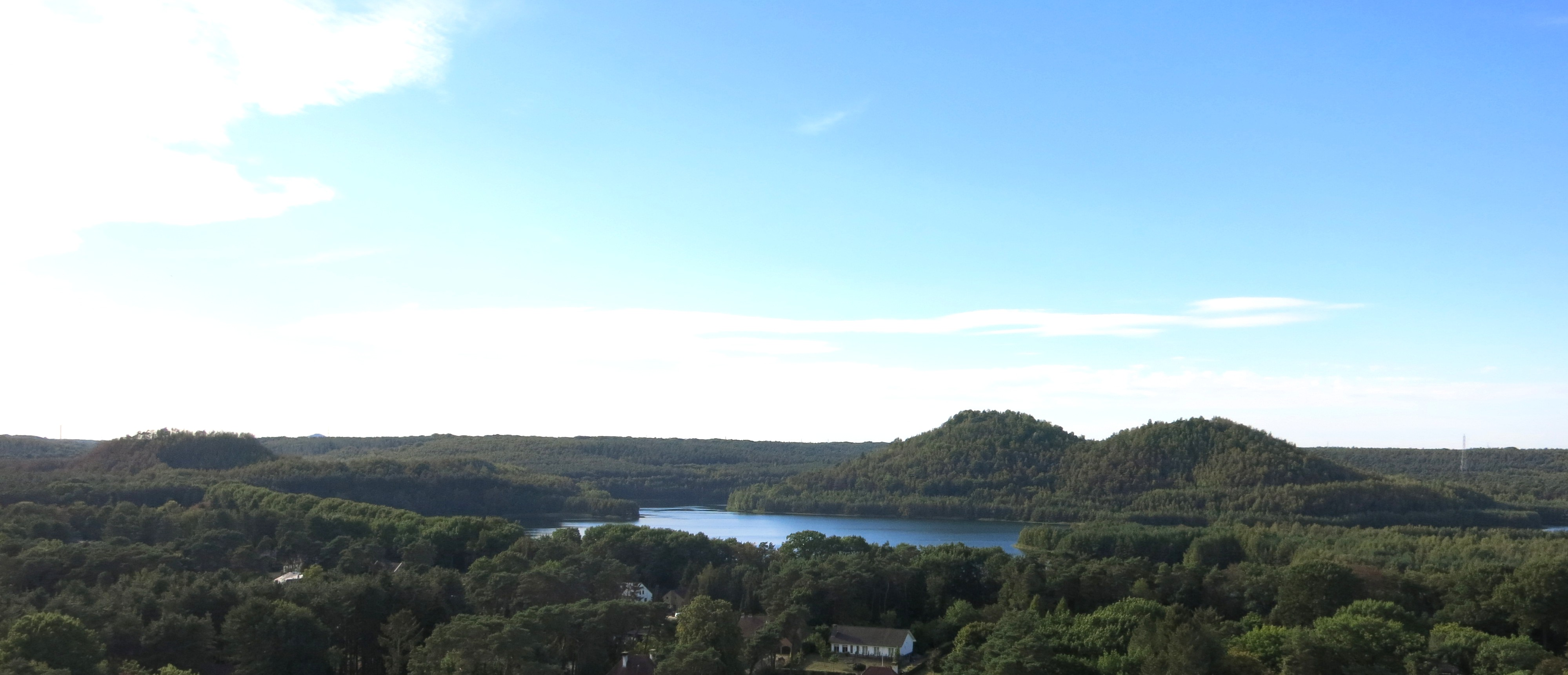
Oudste 'Rode' Terril (links) en Tweelingterril
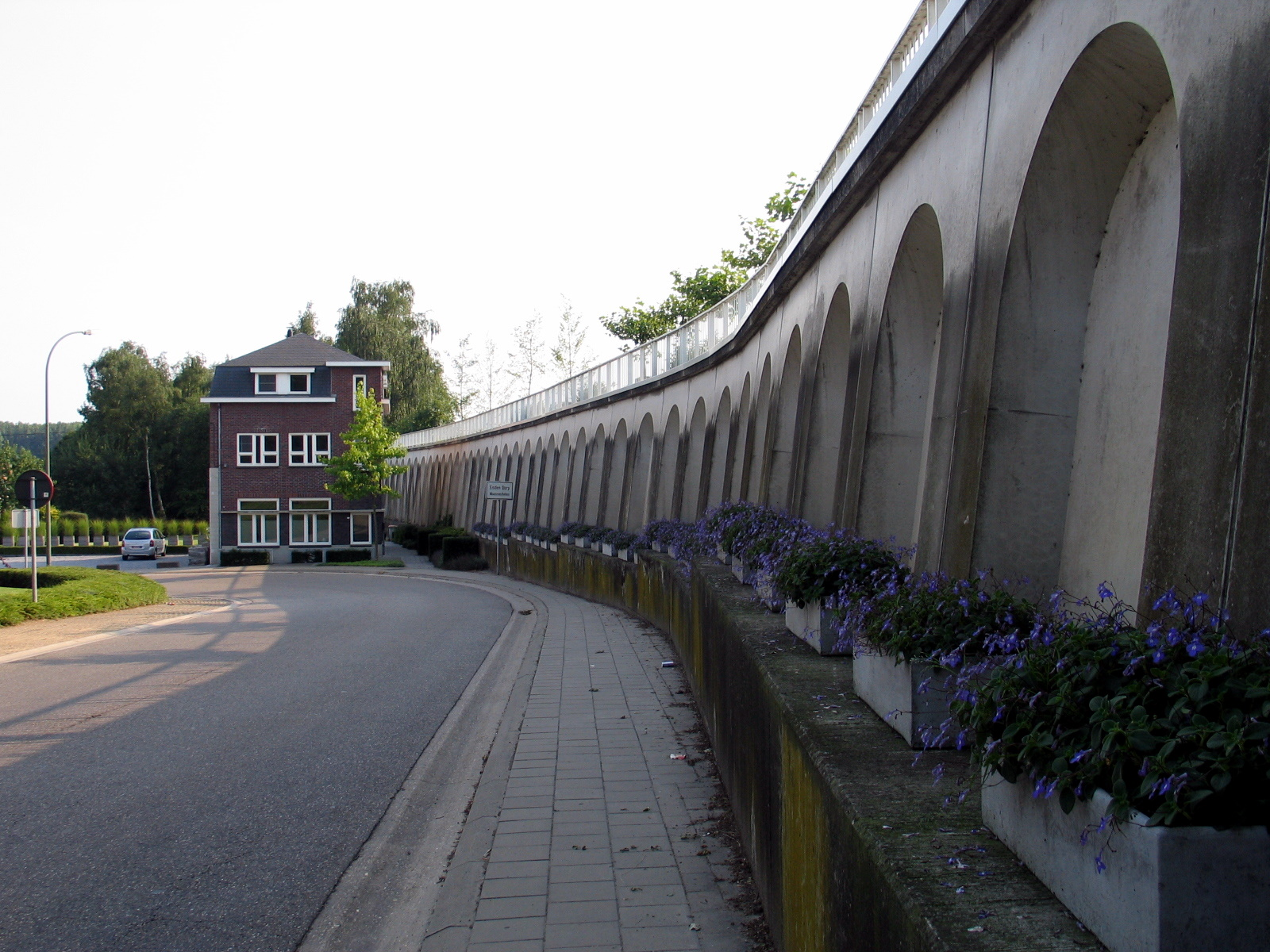
Illustratie van de grondverzakking als gevolg van de steenkoolontginning. Dit huis in Eisden-Dorp lag ooit op hetzelfde niveau als de reling.